# Њагов
Њагов (слч. Ňagov) насељено је мјесто са административним статусом сеоске општине (слч. obec) у округу Медзилаборце, у Прешовском крају, Словачка Република.

## Становништво
| Година:    | 1994. | 2004.    | 2014.   | 2024.    |
| ---------- | ----- | -------- | ------- | -------- |
| Број људи: | 472   | 418      | 430     | 365      |
| Разлика:   |       | -11,44 % | +2,87 % | -15,11 % |

| Година:    | 2023. | 2024.   |
| ---------- | ----- | ------- |
| Број људи: | 363   | 365     |
| Разлика:   |       | +0,55 % |

Према подацима о броју становника из 2024. године насеље је имало 365 становника.